# Editto di Banasa
L'editto di Banasa è un'epigrafe in bronzo rinvenuta nella città di Banasa, oggi in Marocco.
Il testo riporta un editto dell'imperatore Caracalla datato al 216, con il quale si accorda una remissione dalle imposte: l'imperatore annullava i debiti per le imposte arretrate, sottolineando contemporaneamente la necessità di pagare effettivamente le tasse future. L'editto indica quanto l'imperatore si aspettava dalla provincia della Mauretania Tingitana, che era tenuta a fornire imposte in argento e inoltre grano, uomini per l'esercito e gli "animali celesti", destinati alle cacce degli anfiteatri.
Alcuni passaggi del testo sono stati ampiamente discussi e gli studiosi hanno in particolare tentato di individuare la natura degli animali indicati come "animali celesti" ("caelestia animalia"), proponendo soluzioni diverse (leoni, elefanti, ovvero qualsiasi animale destinato agli spettacoli del principe, con l'aggettivo caelestia riferibile al rango imperiale e quindi divino oppure alla provenienza di tali animali, in questo senso "volatili").
I destinatari della remissione delle imposte non sono esplicitamente indicati che come vici e provinciae: quest'ultimo termine è stato generalmente interpretato in riferimento alle province dell'impero, mentre Michel Christol interpreta l'indicazione come riferita ai territori che dipendevano dalle città della Mauretania Tingitana senza fare direttamente parte del territorio cittadino, mentre Jacques Gascou si è opposto a questa interpretazione (il termine di provinciae al plurale indicherebbe le province della Tingitana e della Cesariense, mentre i vici si riferirebbe alle comunità indigene senza status di città). Secondo René Rebuffat l'analisi metrica del testo di Caracalla testimonia la volontà di produrre un discorso di grande eleganza, nel quale la cultura del principe doveva diventare evidente.
La gratitudine degli abitanti della Tingitana per la remissione delle imposte si coglie nell'iscrizione dell'arco dedicato a Caracalla a Volubilis (216-217), dove si cita la indulgentia dell'imperatore.